# Benidipine
Benidipine là thuốc chẹn kênh calci dihydropyridine để điều trị tăng huyết áp. Nó là một bộ chặn kênh calci L -, T - và N -type. Nó có tính reno và bảo vệ tim mạch.
Nó đã được cấp bằng sáng chế vào năm 1981 và được chấp thuận cho sử dụng y tế vào năm 1991.

## Liều dùng
Benidipine được dùng với liều 2   mg mỗi ngày một lần.

## Cơ chế
Benidipine là một thuốc chẹn kênh calci.
Benidipine cũng đã được tìm thấy để hoạt động như một chất đối vận của thụ thể mineralocorticoid, hoặc như một antimineralocorticoid.

## Tên gọi
Các tên khác bao gồm Benidipinum hoặc benidipine hydrochloride.
Benidipine được Kyowa Hakko Kogyo bán dưới dạng Coniel.
Benidipine ban đầu được cấp phép sử dụng tại Nhật Bản và các quốc gia Đông Nam Á được chọn và sau đó ở Thổ Nhĩ Kỳ, nơi nó được bán là viên nén 4 mg.